# Козелец австрийский
Козеле́ц австри́йский (лат. Scorzonēra austriāca) — многолетнее травянистое растение; вид рода Козелец (Scorzonera) семейства Астровые (Asteraceae).

## Ботаническое описание
Травянистый многолетник с цилиндрическим вертикальным корнем, густо одетым у корневой шейки многочисленными тёмно-бурыми волокнисто расщеплёнными остатками отмерших листьев, и прямыми, простыми, голыми, слабо облиственными стеблями (3,5—30 см высотой).
Прикорневые листья черешковые, многочисленные, от почти линейных до широколанцетных, до 30 см длиной, цельнокрайные, курчавые по краю, сизоватые, суженные в короткий черешок, стеблевые в числе одного — трёх, сидячие, линейно-ланцетные, меньшие по размеру, иногда чешуевидные.
Корзинки обычно одиночные, обёртка трёхрядная, черепитчатая, голая, сизоватая, до 2—3,5 см в диаметре; цветки жёлтые, иногда с сиреневыми жилками в нижней части, язычковые, в два раза длиннее обёртки. Листочки обёртки по краю белоперепончатые, длиннозаострённые.
Семянки голые или в верхней части слегка опушённые, палочковидные, до 1,4 см длиной, хохолок грязноватый, неопадающий, равный семянке. Цветение — май — начало июня, плодоношение — июль — август.
Число хромосом 2n = 14.

## Распространение и местообитание
Европа, Южный Урал, Средиземноморье, юг Западной и Восточной Сибири, Центральная Азия, Иран.
Лимитирующие факторы — нахождение на пределе распространения, специфичность местообитаний.

## Охранный статус

### В России
В России вид входит в Красные книги таких регионов, как Амурская, Белгородская, Тюменская и Ульяновская области. Растёт на территории нескольких особо охраняемых природных территорий России.

### На Украине
Входит в Красную книгу Украины, охраняется решениями Днепропетровского, Донецкого и Луганского областных советов. Охраняется в отделении «Хомутовская степь» Украинского степного природного заповедника, НПП «Святые горы», ландшафтного парка «Донецкий кряж».

## Классификация

### Таксономия[6]
Scorzonera austriaca Willd., 1803, Sp. Pl., ed. 4 , 3: 1498
Вид Козелец австрийский относится к роду Козелец относится к семейству Астровые (Asteraceae) порядка Астроцветные (Asterales). Кладограмма в соответствии с Системой APG IV:
|  |                                      |  |                                   |                                   |                    |  | ещё 10 семейств | ещё 10 семейств |                     |  |  |  | еще 196 подтвержденных и 98 ожидающих подтверждения видов и инфравидовых таксонов |
|  |                                      |  |                                   |                                   |                    |  | ещё 10 семейств | ещё 10 семейств |                     |  |  |  | еще 196 подтвержденных и 98 ожидающих подтверждения видов и инфравидовых таксонов |
|  |                                      |  |                                   | порядок Астроцветные              |                    |  |                 |                 | род Козелец         |  |  |  |                                                                                   |
|  |                                      |  |                                   | порядок Астроцветные              |                    |  |                 |                 | род Козелец         |  |  |  |                                                                                   |
|  | отдел Цветковые, или Покрытосеменные |  |                                   |                                   | семейство Астровые |  |                 |                 | Козелец австрийский |  |  |  |                                                                                   |
|  | отдел Цветковые, или Покрытосеменные |  |                                   |                                   | семейство Астровые |  |                 |                 |                     |  |  |  |                                                                                   |
|  |                                      |  | ещё 63 порядка цветковых растений | ещё 63 порядка цветковых растений |                    |  |                 | ещё 1804 рода   | ещё 1804 рода       |  |  |  |                                                                                   |
|  |                                      |  |                                   | ещё 63 порядка цветковых растений |                    |  |                 |                 | ещё 1804 рода       |  |  |  |                                                                                   |

## Синонимы
- Scorzonera angustifolia  thom.
- Scorzonera angustifolia  DC.
- Scorzonera austriaca subsp. austriaca
- Scorzonera austriaca var. austriaca
- Scorzonera austriaca var. curvata  Popl.
- Scorzonera austriaca var. plantaginifolia  Kitag.
- Scorzonera austriaca var. typica  Trautv. ex Komar.
- Scorzonera gebleri  Besser ex DC.
- Scorzonera graminifolia  Schur
- Scorzonera graminifolia var. latifolia  Ledeb.
- Scorzonera humilis  Jacq.
- Scorzonera humilis var. linearifolia  DC.
- Scorzonera latifolia  Vis.
- Scorzonera prescottii  comp. ex Boiss.
- Scorzonera sinensis  (Lipsch. & Krasch.) Nakai
- Scorzonera sinensis f. plantaginifolia  (Kitag.) Nakai